# Выборы в Законодательное собрание Еврейской автономной области (2016)
Выборы депутатов Законодательного собрания Еврейской автономной области шестого созыва состоялись в Еврейской автономной области 18 сентября 2016 года в единый день голосования, одновременно с выборами в Государственную думу РФ. Выборы прошли по смешанной избирательной системе: из 19 депутатов 10 были избраны по партийным спискам (пропорциональная система), другие 9 — по одномандатным округам (мажоритарная система). Для попадания в заксобрание по пропорциональной системе партиям необходимо преодолеть 5%-й барьер. Срок полномочий депутатов — пять лет.
На 1 июля 2016 года в области было зарегистрировано 131 483 избирателя. Явка составила 38,06 %.

## Ключевые даты
- 17 июня Законодательное собрание Еврейской автономной области назначило выборы на 18 сентября 2016 года (единый день голосования)[2].
  - 22 июня постановление о назначении выборов было опубликовано в СМИ[2].
- 23 июня Избирательная комиссия Еврейской автономной области утвердила календарный план мероприятий по подготовке и проведению выборов[2].
- с 23 июня по 23 июля — период выдвижения кандидатов и списков[2].
  - агитационный период начинается со дня выдвижения и заканчивается и прекращается за одни сутки до дня голосования[2].
- по 23 июля — период представления документов для регистрации кандидатов и списков[2].
- с 20 августа по 16 сентября — период агитации в СМИ[2].
- 17 сентября — день тишины[2].
- 18 сентября — день голосования.

## Участники
5 политических партий получили право выдвинуть списки без сбора подписей избирателей:
- Единая Россия
- Коммунистическая партия Российской Федерации
- Либерально-демократическая партия России
- Справедливая Россия
- Яблоко

### Выборы по партийным спискам
По единому округу партии выдвигали списки кандидатов. Для регистрации выдвигаемого списка партиям требовалось собрать от 657 до 752 подписей (0,5 % от числа избирателей).
| 1 | Справедливая Россия                             | Сергей Миронов • Владимир Дудин                          | 9 | 11 | зарегистрирован |
| 2 | ЛДПР — Либерально-демократическая партия России | Владимир Жириновский • Галина Тимченко                   | 9 | 11 | зарегистрирован |
| 3 | Единая Россия                                   | Александр Левинталь • Владимир Джабаров • Любовь Павлова | 9 | 30 | зарегистрирован |
| 4 | Коммунистическая партия Российской Федерации    | Владимир Фишман • Сергей Тонких • Алла Палькина          | 9 | 24 | зарегистрирован |
| — | Добрых дел                                      | Евгений Давыдов • Владимир Бондаренко                    | 9 | 11 | отозван партией |
| *Региональная группа соответствует одному одномандатному округу и должна включать от 1 до 3 кандидатов. Региональных групп должно быть от 7 до 9. |                                                 |                                                          |   |    |                 |
| **Без учёта выбывших кандидатов. |                                                 |                                                          |   |    |                 |

### Выборы по округам
По 9 одномандатным округам кандидаты выдвигались как партиями, так и путём самовыдвижения. Кандидатам требовалось собрать 3 % подписей от числа избирателей соответствующего одномандатного округа.
| Партия | Партия                    | Кандидатов | Кандидатов       |
| Партия | Партия                    | Выдвинуто  | Зарегистрировано |
| ------ | ------------------------- | ---------- | ---------------- |
|        | Единая Россия             | 9          | 9                |
|        | КПРФ                      | 8          | 8                |
|        | ЛДПР                      | 9          | 9                |
|        | Партия пенсионеров России | 1          | 0                |
|        | Справедливая Россия       | 6          | 6                |
|        | Самовыдвижение            | 4          | 2                |
| Всего  | Всего                     | 37         | 34               |

## Результаты
| Место                      | Место                      | Партия                     | по областным спискам | по областным спискам | по областным спискам | по одно- мандатным округам | всего         | всего   |
| Место                      | Место                      | Партия                     | Голоса               | %                    | Получено мест        | Получено мест              | Получено мест | %       |
| -------------------------- | -------------------------- | -------------------------- | -------------------- | -------------------- | -------------------- | -------------------------- | ------------- | ------- |
|                            | 1.                         | «Единая Россия»            | 21 136               | 42,43 %              | 4                    | 9                          | 13            | 68,42 % |
|                            | 2.                         | ЛДПР                       | 13 233               | 26,57 %              | 3                    | 0                          | 3             | 15,79 % |
|                            | 3.                         | КПРФ                       | 10 468               | 21,01 %              | 2                    | 0                          | 2             | 10,52 % |
|                            | 4.                         | «Справедливая Россия»      | 2723                 | 5,47 %               | 1                    | 0                          | 1             | 5,26 %  |
|                            |                            |                            |                      |                      |                      |                            |               |         |
|                            |                            | Самовыдвижение             | —                    | —                    | —                    | 0                          | 0             | 0 %     |
| Недействительные бюллетени | Недействительные бюллетени | Недействительные бюллетени | 2253                 | 4,52 %               |                      |                            |               |         |
| Всего                      | Всего                      | Всего                      | 49 813               | 100 %                | 10                   | 9                          | 19            | 100 %   |